# La Paz (Mendoza)
La Paz es una ciudad cabecera del departamento homónimo en la provincia de Mendoza, Argentina. Es la ciudad principal desde donde se administra el departamento de La Paz. 
El municipio de La Paz es el encargado de la administración de los distritos que conforman el departamento, y desde esta ciudad se lleva a cabo la planificación y ejecución de políticas públicas para la región. Además, La Paz es un importante centro comercial, de servicios y turístico de la zona, y es reconocida por su producción de aceitunas y aceite de oliva.

## Religión
La Paz es uno de los departamentos mendocinos con mayor índice de población católica (86.5%).
| \| Religión en La Paz (2019) \| Religión en La Paz (2019) \| Religión en La Paz (2019) \| Religión en La Paz (2019) \| Religión en La Paz (2019) \| \| ------------------------- \| ------------------------- \| ------------------------- \| ------------------------- \| ------------------------- \| \| \| \| \| Porcentajes \| \| \| Católicos \| Católicos \| \| 86.5 % \| 86.5 % \| \| Evangélicos \| Evangélicos \| \| 5.8 % \| 5.8 % \| \| Sin religión \| Sin religión \| \| 4.2 % \| 4.2 % \| \| Otros \| Otros \| \| 3.5 % \| 3.5 % \| |              |  |             |        |
| Religión en La Paz (2019) |              |  |             |        |
| |              |  | Porcentajes |        |
| Católicos | Católicos    |  | 86.5 %      | 86.5 % |
| Evangélicos | Evangélicos  |  | 5.8 %       | 5.8 %  |
| Sin religión | Sin religión |  | 4.2 %       | 4.2 %  |
| Otros | Otros        |  | 3.5 %       | 3.5 %  |

## Historia

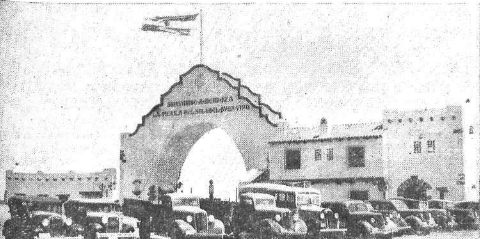
Arco del Desaguadero en la Ruta Nacional n°7 (1936)

Los primeros habitantes del territorio de La Paz fueron los huarpes, que llamaban a su región Yopacto y tenían como jefe al cacique Corocorto.
Los españoles llegaron a estas tierras al mando del capitán Sancho de Medrano. Para cumplir con la labor de evangelización de los pueblos originarios, se levantó con ramas y barro una pequeña capilla dedicada a San José, que fue remplazada por un pequeño templo, en los años 1760, que hoy guarda la imagen de Nuestra Señora de La Paz. Todos los 24 de enero se realiza la festividad religiosa, con novena y procesión alrededor de la plaza de la Villa Antigua.
A principio del siglo XVIII, era numeroso el tráfico de carretas mendocinas que se dirigían al Litoral con productos regionales. El recorrido era tan largo, que un alto importante en el camino eran las Postas del Desaguadero y San José de Corocorto. Por ello, el comandante Amigorena, bajo el gobierno de Rafael de Sobremonte, fundó el 24 de diciembre de 1791 el pueblo que llamó San José de Corocorto, hoy Villa Antigua.
El 4 de agosto de 1850 el gobernador Alejo Mallea renombró a la villa de Corocorto como La Paz y le asignó un territorio de más de 14.000 km², por lo que por el norte abarcaba también lo que hoy es parte del departamento Lavalle. El gobernador Mallea expropió los terrenos de la Villa San José de Corocorto, ordenó mudar el asiento de las autoridades a la Villa Nueva y le dio tanto a la Villa Nueva como al nuevo municipio el nombre de La Paz. La constitución provincial promulgada el 18 de noviembre de 1855 dividió el territorio de la provincia en cuatro departamentos: San Vicente (actual Godoy Cruz), San Carlos, San Martín y La Paz.
El 12 de octubre de 1936 como parte del Plan de Promoción Turístico fue inaugurado el Arco del Desaguadero por el gobierno de Ricardo Videla. Desde entonces es la principal puerta de ingreso a la provincia desde San Luis por la  Ruta Nacional 7.

### Referentes culturales
A lo largo de su historia, este departamento del este mendocino vio nacer dentro de su territorio a diferentes referentes culturales que supieron dejar su marca y trascender las fronteras de La Paz. Entre los más estacados se pueden mencionar a: 
- Félix Dardo Palorma: Conocido como el "Compadre de Cuyo", fue un cantor, músico y compositor argentino, originario de la Provincia de Mendoza. Autor de piezas icónicas del folclore cuyano como, "Pongale por las hileras", "La Refranera", "La Cumbreña", etc.

- Gabino Coria Peñaloza: fue un poeta y escritor argentino, célebre por haber compuesto las letras de tangos famosos como "Caminito" y "El Pañuelito". Fue letrista de grandes íconos del tanco argentino como Carlos Gardel.

- Enrique Dussel:  es un académico, filósofo, historiador y teólogo reconocido internacionalmente por su trabajo en el campo de la Ética, la Filosofía Política, la Filosofía latinoamericana y en particular por ser uno de los fundadores de la Filosofía de la liberación, corriente de pensamiento de la que es arquitecto, habiendo sido también uno de los iniciadores de la Teología de la liberación.

## Seguridad
Lo realizará a través de la creación de un centro de control y monitoreo de lugares públicos y estratégicos del departamento.Se trata de un centro de monitoreo, compuesto por un sistema de domos de vigilancia con capacidad de zoom óptico y cámaras fijas, ubicadas en diferentes puntos estratégicos del departamento.